# Associazione Calcio ChievoVerona 2014-2015
Questa voce raccoglie le informazioni riguardanti l'Associazione Calcio ChievoVerona nelle competizioni ufficiali della stagione 2014-2015.

## Stagione
Partiti con l'obiettivo della salvezza, i negativi risultati ottenuti nelle prime giornate di campionato, che relegano i clivensi in piena zona retrocessione con soli 4 punti, portano il 19 ottobre all'avvicendamento tecnico tra Eugenio Corini e il nuovo allenatore Rolando Maran. I 9 punti ottenuti nelle prime 7 partite della sua gestione tirano i clivensi fuori dalla zona rossa. L'affermazione del Chievo nel Derby di Verona porta buoni propositi per affrontare in seguito un campionato tranquillo. Purtroppo, le tre successive sconfitte riportano i gialloblù al 18º posto. Il Chievo non si lascia scoraggiare e vince due partite contro Parma e Sampdoria che la fa tornare a +4 dalla zona retrocessione. Il campionato prosegue poi molto positivamente per i clivensi che ottengono la salvezza il 29 aprile con cinque giornate di anticipo, battendo il Cagliari per 1-0. Il Chievo chiude al 14º posto con 43 punti.
In Coppa Italia il cammino dei gialloblù s'interrompe già in estate, quando sono eliminati al terzo turno dai cadetti del Pescara.

## Divise e sponsor
Lo sponsor tecnico è Givova, mentre quello ufficiale è Paluani, affiancato nel corso della stagione da altri marchi pubblicitari quali Banca Popolare di Verona, Jetcoin, Midac Batteries e NOBIS.
| Casa | Trasferta | Terza divisa |

## Organigramma societario
Area direttiva
- Presidente: Luca Campedelli
- Vice presidente: Michele Cordioli
- Direttore sportivo: Luca Nember
- Responsabile area tecnica: Fausto Vinti
- Team manager: Marco Pacione
- Assistant team manager: Fabio Moro
- Amministrazione: Federica Oliboni, Maria Prearo, Elisabetta Lenotti
- Segreteria: Giulia Maragni
- Biglietteria: Marco Zamana

Area marketing
- Responsabile sicurezza stadio: Enzo Zanin
- Area Commerciale e Sponsorizzazioni: Simone Fiorini
- Consulente Marketing: Monica Foti
- Marketing operativo: Daniele Partelli, Alberto L'Espiscopo

Area organizzativa
- Segretario generale: Michele Sebastiani
- Coordinatore area tecnica: Lorenzo Balestro
- Travel manager: Patrizio Binazzi
- Merchandising: Giulia Maragni
- Relazioni con i tifosi: Enzo Ceriani
- Relazioni esterne: Massimiliano Rossi

Area comunicazione
- Responsabile Comunicazione e Gestione de Media: Dino Guerini
- Responsabile Comunicazione e Gestione dei Media: Diego Avanzi

Area tecnica
- Allenatore: Eugenio Corini, poi Rolando Maran
- Vice allenatore: Salvatore Lanna, poi Christian Maraner
- Preparatori atletici: Salvatore Sciuto (fino al 19 ottobre 2014), Luigi Posenato, Roberto De Bellis (dal 19 ottobre 2014)
- Preparatore portieri: Alessandro Vitrani (fino al 19 ottobre 2014), poi Lorenzo Squizzi
- Collaboratore tecnici: Renato Buso (fino al 19 ottobre 2014), Fabio Moro (fino al 19 ottobre 2014), poi Andrea Antonelli
- Accompagnatore ufficiale: Rinaldo Danese

Area sanitaria
- Responsabile sanitario: Francesco De Vita
- Medico Sociale: Giuliano Corradini
- Massofisioterapisti: Antonio Agostini, Alessandro Verzini, Alfonso Casano
- Consulente Ortopedico: Claudio Zorzi
- Neurofisiologo: Aiace Rusciano

## Rosa
| N. |                      | Ruolo | Calciatore           |
| -- | -------------------- | ----- | -------------------- |
| 1  | Argentina (bandiera) | P     | Albano Bizzarri      |
| 3  | Italia (bandiera)    | D     | Dario Dainelli       |
| 5  | Italia (bandiera)    | D     | Alessandro Gamberini |
| 6  | Polonia (bandiera)   | C     | Tomasz Kupisz        |
| 7  | Slovenia (bandiera)  | C     | Dejan Lazarević      |
| 7  | Italia (bandiera)    | C     | Federico Mattiello   |
| 8  | Serbia (bandiera)    | C     | Ivan Radovanović     |
| 9  | Italia (bandiera)    | C     | Simone Bentivoglio   |
| 9  | Italia (bandiera)    | A     | Nicola Pozzi         |
| 10 | Argentina (bandiera) | A     | Maxi López           |
| 10 | Danimarca (bandiera) | C     | Anders Christiansen  |
| 11 | Italia (bandiera)    | C     | Roberto Guana        |
| 11 | Albania (bandiera)   | A     | Armando Vajushi      |
| 12 | Slovenia (bandiera)  | D     | Boštjan Cesar        |
| 13 | Argentina (bandiera) | C     | Mariano Izco         |
| 14 | Ghana (bandiera)     | C     | Isaac Cofie          |
| 17 | Italia (bandiera)    | P     | Christian Puggioni   |
| 18 | Grecia (bandiera)    | C     | Giannīs Fetfatzidīs  |
| 19 | Argentina (bandiera) | A     | Rubén Botta          |

| N. |                                 | Ruolo | Calciatore                   |
| -- | ------------------------------- | ----- | ---------------------------- |
| 20 | Italia (bandiera)               | D     | Gennaro Sardo                |
| 21 | Francia (bandiera)              | D     | Nicolas Frey (vice capitano) |
| 23 | Slovenia (bandiera)             | C     | Valter Birsa                 |
| 24 | Italia (bandiera)               | A     | Ezequiel Schelotto           |
| 25 | Italia (bandiera)               | P     | Francesco Bardi              |
| 26 | Brasile (bandiera)              | D     | Edimar                       |
| 26 | Inghilterra (bandiera)          | D     | Myles Anderson               |
| 31 | Italia (bandiera)               | A     | Sergio Pellissier (capitano) |
| 32 | Slovenia (bandiera)             | P     | Grega Sorčan                 |
| 33 | Romania (bandiera)              | D     | Paul Papp                    |
| 34 | Italia (bandiera)               | D     | Cristiano Biraghi            |
| 43 | Italia (bandiera)               | A     | Alberto Paloschi             |
| 56 | Finlandia (bandiera)            | C     | Përparim Hetemaj             |
| 63 | Italia (bandiera)               | C     | Nicola Bellomo               |
| 69 | Italia (bandiera)               | A     | Riccardo Meggiorini          |
| 84 | Francia (bandiera)              | C     | Thomas Mangani               |
| 87 | Bosnia ed Erzegovina (bandiera) | D     | Ervin Zukanović              |
| 90 | Italia (bandiera)               | P     | Andrea Seculin               |
| 95 | Gambia (bandiera)               | C     | Lamin Jallow                 |

## Calciomercato

### Sessione estiva(dal 1º luglio al 31 agosto)
| Acquisti | Acquisti             | Acquisti  | Acquisti                         |
| R.       | Nome                 | da        | Modalità                         |
| -------- | -------------------- | --------- | -------------------------------- |
| P        | Francesco Bardi      | Inter     | prestito                         |
| P        | Albano Bizzarri      | Genoa     | definitivo                       |
| P        | Alessandro Pasotti   | Lumezzane | prestito                         |
| D        | Cristiano Biraghi    | Inter     | prestito biennale                |
| D        | Edimar               |           | svincolato                       |
| D        | Alessandro Gamberini | Napoli    | definitivo                       |
| D        | Ervin Zukanović      | Gent      | prestito con diritto di riscatto |
| C        | Valter Birsa         | Milan     | prestito con diritto di riscatto |
| C        | Isaac Cofie          | Genoa     | prestito                         |
| C        | Mario Gargiulo       | Brescia   | definitivo                       |
| C        | Mariano Izco         | Catania   | definitivo                       |
| C        | Thomas Mangani       |           | svincolato                       |
| C        | Ezequiel Schelotto   | Inter     | prestito                         |
| A        | Rubén Botta          | Inter     | prestito                         |
| A        | Maxi López           | Catania   | definitivo                       |
| A        | Riccardo Meggiorini  |           | svincolato                       |

| Cessioni | Cessioni           | Cessioni        | Cessioni                         |
| R.       | Nome               | a               | Modalità                         |
| -------- | ------------------ | --------------- | -------------------------------- |
| P        | Michael Agazzi     | Milan           | definitivo                       |
| P        | Ivan Provedel      | Perugia         | prestito                         |
| P        | Marco Silvestri    | Leeds Utd       | definitivo                       |
| D        | Simone Aldrovandi  | SPAL            | prestito                         |
| D        | Claiton            | Crotone         | definitivo                       |
| D        | Filippo Costa      | Pisa            | prestito                         |
| D        | Boukary Dramé      | Atalanta        | definitivo                       |
| D        | Pavol Farkaš       | Qəbələ          | definitivo                       |
| D        | Paul Papp          | Steaua Bucarest | prestito                         |
| D        | Raffaele Pucino    | Pescara         | prestito                         |
| C        | Yves Baraye        | Juve Stabia     | prestito                         |
| C        | Simone Bentivoglio | Brescia         | prestito                         |
| C        | Adrián Calello     | Catania         | definitivo                       |
| C        | Juri Cisotti       | Spezia          | prestito con diritto di riscatto |
| C        | N'Diaye Djiby      | Lumezzane       | prestito                         |
| C        | Mario Gargiulo     | Brescia         | prestito                         |
| C        | Emanuele Gatto     | Lumezzane       | prestito                         |
| C        | Roberto Guana      | Pescara         | definitivo                       |
| C        | Malick Mbaye       | Carpi           | prestito                         |
| C        | Luca Rigoni        | Palermo         | definitivo                       |
| C        | Nicola Rigoni      | Cittadella      | prestito                         |
| C        | Alessandro Sbaffo  | Latina          | prestito                         |
| C        | Alessio Sestu      | Brescia         | prestito                         |
| C        | Adrian Stoian      | Bari            | prestito                         |
| C        | Kamil Vacek        | Sparta Praga    | definitivo                       |
| A        | Isnik Alimi        | Lumezzane       | prestito                         |
| A        | Victor da Silva    | Pescara         | prestito                         |
| A        | Marcos de Paula    | Lumezzane       | prestito                         |
| A        | Diego Farias       | Cagliari        | prestito con diritto di riscatto |
| A        | Pablo Granoche     | Modena          | definitivo                       |
| A        | Roberto Inglese    | Carpi           | prestito                         |
| A        | Radoslav Kirilov   | Cremonese       | prestito                         |
| A        | Ali Sowe           | Pescara         | prestito                         |
| A        | Cyril Théréau      | Udinese         | definitivo                       |

### Sessione invernale(dal 5/1 al 2/2)
| Acquisti | Acquisti            | Acquisti     | Acquisti                         |
| R.       | Nome                | da           | Modalità                         |
| -------- | ------------------- | ------------ | -------------------------------- |
| D        | Myles Anderson      | Monza        | definitivo                       |
| D        | Federico Mattiello  | Juventus     | prestito                         |
| C        | Anders Christiansen | Nordsjælland | definitivo                       |
| C        | Ioannis Fetfatzidis | Genoa        | prestito                         |
| C        | Armando Vajushi     | Liteks Loveč | definitivo                       |
| A        | Nicola Pozzi        | Parma        | prestito con diritto di riscatto |

| Cessioni | Cessioni          | Cessioni     | Cessioni                                                          |
| R.       | Nome              | a            | Modalità                                                          |
| -------- | ----------------- | ------------ | ----------------------------------------------------------------- |
| P        | Sergio Viotti     | Pro Vercelli | prestito con diritto di riscatto                                  |
| P        | Nicola Sambo      | Spezia       | definitivo                                                        |
| D        | Edimar            | Córdoba      | prestito con diritto di riscatto                                  |
| C        | Nicola Bellomo    | Bari         | prestito con obbligo di riscatto in caso di promozione in Serie A |
| C        | N'Diaye Djiby     | Benevento    | prestito                                                          |
| C        | Tomasz Kupisz     | Cittadella   | prestito                                                          |
| C        | Dejan Lazarević   | Sassuolo     | prestito con diritto di riscatto                                  |
| C        | Thomas Mangani    | Angers       | prestito                                                          |
| C        | Matteo Messetti   | Reggiana     | prestito                                                          |
| C        | Alessandro Sbaffo | Avellino     | prestito con diritto di riscatto                                  |
| C        | Adrian Stoian     | Crotone      | prestito                                                          |
| C        | Idriz Toskic      | Monza        | prestito                                                          |
| A        | Victo da Silva    | Brescia      | prestito con diritto di riscatto e contro riscatto                |
| A        | Marcos de Paula   | Messina      | prestito                                                          |
| A        | Maxi López        | Torino       | definitivo                                                        |
| A        | Ali Sowe          | Latina       | prestito con diritto di riscatto e contro riscatto                |

## Risultati

### Serie A

#### Girone di andata
| Arbitro: | Russo (Nola) |

|  |           |                   |
|  | Marcatori | 6’ (aut.) Biraghi |

| Arbitro: | Giacomelli (Trieste) |

|  |           |                |
|  | Marcatori | 49’ Maxi López |

| Arbitro: | Damato (Barletta) |

|                      |           |                           |
| Izco 4’ Paloschi 82’ | Marcatori | 65’, 77’ Cassano 75’ Coda |

| Arbitro: | Fabbri (Ravenna) |

|                               |           |              |
| Gastaldello 45’ Romagnoli 80’ | Marcatori | 89’ Paloschi |

| Arbitro: | Massa (Imperia) |

|                |           |                 |
| Meggiorini 50’ | Marcatori | 59’ Pucciarelli |

| Arbitro: | Mazzoleni (Bergamo) |

|                       |           |  |
| Muntari 55’ Honda 78’ | Marcatori |  |

| Arbitro: | Calvarese (Teramo) |

|                                       |           |  |
| Destro 4’ Ljajić 25’ Totti 33’ (rig.) | Marcatori |  |

| Arbitro: | Di Bello (Brindisi) |

|               |           |                       |
| Zukanović 36’ | Marcatori | 72’ Matri 84’ Pinilla |

| Arbitro: | Peruzzo (Schio) |

|            |           |  |
| Rigoni 81’ | Marcatori |  |

| Verona 2 novembre 2014, ore 15:00 CET 10ª giornata | Chievo                   | 0 – 0 referto | Sassuolo | Stadio Marcantonio Bentegodi (6.000 spett.)\| Arbitro: \| Guida (Torre Annunziata) \| |
| Arbitro:                                           | Guida (Torre Annunziata) |               |          |                                                                                       |

| Arbitro: | Tagliavento (Terni) |

|                     |           |            |
| Pellissier 47’, 90’ | Marcatori | 88’ Djuric |

| Arbitro: | Cervellera (Taranto) |

|               |           |                 |
| Di Natale 46’ | Marcatori | 74’ Radovanovic |

| Verona 29 novembre 2014, ore 20:45 CET 13ª giornata | Chievo          | 0 – 0 referto | Lazio | Stadio Marcantonio Bentegodi (7.000 spett.)\| Arbitro: \| Banti (Livorno) \| |
| Arbitro:                                            | Banti (Livorno) |               |       |                                                                              |

| Arbitro: | Mariani (Aprilia) |

|  |           |                           |
|  | Marcatori | 4’ Meggiorini 9’ Paloschi |

| Arbitro: | Massa (Imperia) |

|  |           |                           |
|  | Marcatori | 10’ Kovacic 55’ Ranocchia |

| Arbitro: | Gervasoni (Mantova) |

|  |           |              |
|  | Marcatori | 81’ Paloschi |

| Verona 6 gennaio 2015, ore 15:00 CET 17ª giornata | Chievo           | 0 – 0 referto | Torino | Stadio Marcantonio Bentegodi (7.000 spett.)\| Arbitro: \| Abisso (Palermo) \| |
| Arbitro:                                          | Abisso (Palermo) |               |        |                                                                               |

| Arbitro: | Peruzzo (Schio) |

|                |           |               |
| Zappacosta 72’ | Marcatori | 90’ Lazarevic |

| Arbitro: | Cevellera (Taranto) |

|                |           |                                |
| Pellissier 72’ | Marcatori | 52’ G. Rodriguez 90+4’ Babacar |

#### Girone di ritorno
| Arbitro: | Massa (Imperia) |

|                            |           |  |
| Pogba 60’ Lichtsteiner 73’ | Marcatori |  |

| Arbitro: | Banti (Livorno) |

|                   |           |                                 |
| Britos 25’ (aut.) | Marcatori | 18’ (aut.) Cesar 62’ Gabbiadini |

| Arbitro: | Rocchi (Firenze) |

|  |           |               |
|  | Marcatori | 54’ Zukanović |

| Arbitro: | Peruzzo (Schio) |

|                        |           |              |
| Izco 2’ Meggiorini 39’ | Marcatori | 90+1’ Muriel |

| Arbitro: | Tagliavento (Terni) |

|                               |           |  |
| Rugani 22’ Maccarone 46’, 67’ | Marcatori |  |

| Verona 28 febbraio 2015, ore 20:45 CET 25ª giornata | Chievo            | 0 – 0 referto | Milan | Stadio Marcantonio Bentegodi (16.128 spett.)\| Arbitro: \| Damato (Barletta) \| |
| Arbitro:                                            | Damato (Barletta) |               |       |                                                                                 |

| Verona 8 marzo 2015, ore 15:00 CET 26ª giornata | Chievo              | 0 – 0 referto | Roma | Stadio Marcantonio Bentegodi (15.128 spett.)\| Arbitro: \| Mazzoleni (Bergamo) \| |
| Arbitro:                                        | Mazzoleni (Bergamo) |               |      |                                                                                   |

| Arbitro: | Doveri (Roma) |

|  |           |                   |
|  | Marcatori | 49’, 68’ Paloschi |

| Arbitro: | Giacomelli (Trieste) |

|              |           |  |
| Paloschi 35’ | Marcatori |  |

| Arbitro: | Pairetto (Nichelino) |

|                    |           |  |
| Berardi 23’ (rig.) | Marcatori |  |

| Arbitro: | Valeri (Roma 2) |

|  |           |                |
|  | Marcatori | 82’ Pellissier |

| Arbitro: | Massa (Imperia) |

|                |           |                  |
| Pellissier 39’ | Marcatori | 71’ (aut.) Cesar |

| Arbitro: | Tommasi (Bassano del Grappa) |

|           |           |              |
| Klose 45’ | Marcatori | 75’ Paloschi |

| Arbitro: | Di Bello (Brindisi) |

|                |           |  |
| Meggiorini 11’ | Marcatori |  |

| Milano 3 maggio 2015, ore 15:00 CEST 34ª giornata | Inter                    | 0 – 0 referto | Chievo | Stadio Giuseppe Meazza (33.144 spett.)\| Arbitro: \| Guida (Torre Annunziata) \| |
| Arbitro:                                          | Guida (Torre Annunziata) |               |        |                                                                                  |

| Arbitro: | Rizzoli (Bologna) |

|                                   |           |                    |
| Paloschi 9’ Pellissier 40’ (rig.) | Marcatori | 20’ Gómez 26’ Toni |

| Arbitro: | Rocchi (Firenze) |

|                     |           |  |
| Maxi López 51’, 69’ | Marcatori |  |

| Arbitro: | Sacchi (Macerata) |

|                |           |           |
| Pellissier 88’ | Marcatori | 48’ Gómez |

| Arbitro: | Valeri (Roma) |

|                                          |           |  |
| Iličič 12’ Bernardeschi 76’ Badelj 90+3’ | Marcatori |  |

### Coppa Italia

#### Turni preliminari
| Arbitro: | Damato (Barletta) |

|             |           |  |
| Maniero 38’ | Marcatori |  |

## Statistiche
Statistiche aggiornate al 24 maggio 2015.

### Statistiche di squadra
| Competizione | Punti | In casa | In casa | In casa | In casa | In casa | In casa | In trasferta | In trasferta | In trasferta | In trasferta | In trasferta | In trasferta | Totale | Totale | Totale | Totale | Totale | Totale | D.R. |
| Competizione | Punti | G       | V       | N       | P       | Gf      | Gs      | G            | V            | N            | P            | Gf           | Gs           | G      | V      | N      | P      | Gf     | Gs     | D.R. |
| ------------ | ----- | ------- | ------- | ------- | ------- | ------- | ------- | ------------ | ------------ | ------------ | ------------ | ------------ | ------------ | ------ | ------ | ------ | ------ | ------ | ------ | ---- |
| Serie A      | 43    | 19      | 4       | 9       | 6       | 16      | 19      | 19           | 6            | 4            | 9            | 12           | 22           | 38     | 10     | 13     | 15     | 28     | 41     | -13  |
| Coppa Italia | -     | 0       | 0       | 0       | 0       | 0       | 0       | 1            | 0            | 0            | 1            | 0            | 1            | 1      | 0      | 0      | 1      | 0      | 1      | -1   |
| Totale       | 43    | 19      | 4       | 9       | 6       | 16      | 19      | 20           | 6            | 4            | 10           | 12           | 23           | 39     | 10     | 13     | 16     | 28     | 42     | -14  |

### Andamento in campionato
| Giornata  | 1  | 2  | 3  | 4  | 5  | 6  | 7  | 8  | 9  | 10 | 11 | 12 | 13 | 14 | 15 | 16 | 17 | 18 | 19 | 20 | 21 | 22 | 23 | 24 | 25 | 26 | 27 | 28 | 29 | 30 | 31 | 32 | 33 | 34 | 35 | 36 | 37 | 38 |
| --------- | -- | -- | -- | -- | -- | -- | -- | -- | -- | -- | -- | -- | -- | -- | -- | -- | -- | -- | -- | -- | -- | -- | -- | -- | -- | -- | -- | -- | -- | -- | -- | -- | -- | -- | -- | -- | -- | -- |
| Luogo     | C  | T  | C  | T  | C  | T  | T  | C  | T  | C  | C  | T  | C  | T  | C  | T  | C  | T  | C  | T  | C  | T  | C  | T  | C  | C  | T  | C  | T  | T  | C  | T  | C  | T  | C  | T  | C  | T  |
| Risultato | P  | V  | P  | P  | N  | P  | P  | P  | P  | N  | V  | N  | N  | V  | P  | V  | N  | N  | P  | P  | P  | V  | V  | P  | N  | N  | V  | V  | P  | V  | N  | N  | V  | N  | N  | P  | N  | P  |
| Posizione | 16 | 11 | 14 | 17 | 15 | 16 | 18 | 19 | 19 | 20 | 18 | 18 | 18 | 16 | 17 | 16 | 16 | 16 | 17 | 18 | 18 | 17 | 15 | 16 | 16 | 16 | 16 | 15 | 16 | 13 | 13 | 14 | 12 | 13 | 12 | 14 | 14 | 14 |

Fonte:  Serie A – Classifiche, su sport.sky.it, Sky Sport. URL consultato il 27 febbraio 2015 (archiviato dall'url originale l'11 settembre 2014).
Legenda:

Luogo: C = Casa; T = Trasferta. Risultato: V = Vittoria; N = Pareggio; P = Sconfitta.

### Statistiche dei giocatori
Sono in corsivo i calciatori che hanno lasciato la società a stagione in corso.
| Giocatore       | Serie A  | Serie A | Serie A     | Serie A    | Coppa Italia | Coppa Italia | Coppa Italia | Coppa Italia | Totale   | Totale | Totale      | Totale     |
| Giocatore       | Presenze | Reti    | Ammonizioni | Espulsioni | Presenze     | Reti         | Ammonizioni  | Espulsioni   | Presenze | Reti   | Ammonizioni | Espulsioni |
| --------------- | -------- | ------- | ----------- | ---------- | ------------ | ------------ | ------------ | ------------ | -------- | ------ | ----------- | ---------- |
| M. Anderson     | 0        | 0       | 0           | 0          | -            | -            | -            | -            | 0        | 0      | 0           | 0          |
| F. Bardi        | 10       | -17     | 0           | 0          | 1            | -1           | 0            | 0            | 11       | -18    | 0           | 0          |
| N. Bellomo      | 5        | 0       | 0           | 0          | 1            | 0            | 0            | 0            | 6        | 0      | 0           | 0          |
| S. Bentivoglio  | -        | -       | -           | -          | 0            | 0            | 0            | 0            | 0        | 0      | 0           | 0          |
| C. Biraghi      | 18       | 0       | 3           | 0          | 1            | 0            | 0            | 0            | 19       | 0      | 3           | 0          |
| V. Birsa        | 35       | 0       | 4           | 0          | 1            | 0            | 0            | 0            | 36       | 0      | 4           | 0          |
| A. Bizzarri     | 28       | -24     | 1           | 0          | -            | -            | -            | -            | 28       | -24    | 1           | 0          |
| R. Botta        | 21       | 0       | 5           | 1          | -            | -            | -            | -            | 21       | 0      | 5           | 1          |
| B. Cesar        | 28       | 0       | 8           | 0          | 1            | 0            | 0            | 0            | 29       | 0      | 8           | 0          |
| A. Christiansen | 4        | 0       | 0           | 0          | -            | -            | -            | -            | 4        | 0      | 0           | 0          |
| I. Cofie        | 18       | 0       | 2           | 1          | -            | -            | -            | -            | 18       | 0      | 2           | 1          |
| D. Dainelli     | 30       | 0       | 8           | 0          | 1            | 0            | 0            | 0            | 31       | 0      | 8           | 0          |
| Edimar          | 1        | 0       | 0           | 0          | 0            | 0            | 0            | 0            | 1        | 0      | 0           | 0          |
| I. Fetfatzidis  | 4        | 0       | 0           | 0          | -            | -            | -            | -            | 4        | 0      | 0           | 0          |
| N. Frey         | 31       | 0       | 6           | 0          | 1            | 0            | 0            | 0            | 32       | 0      | 6           | 0          |
| A. Gamberini    | 20       | 0       | 2           | 0          | 0            | 0            | 0            | 0            | 20       | 0      | 2           | 0          |
| R. Guana        | -        | -       | -           | -          | 0            | 0            | 0            | 0            | 0        | 0      | 0           | 0          |
| P. Hetemaj      | 32       | 0       | 10          | 0          | 1            | 0            | 1            | 0            | 33       | 0      | 11          | 0          |
| M. Izco         | 28       | 2       | 3           | 0          | 1            | 0            | 0            | 0            | 29       | 2      | 3           | 0          |
| L. Jallow       | 0        | 0       | 0           | 0          | -            | -            | -            | -            | 0        | 0      | 0           | 0          |
| J. Jankto       | 0        | 0       | 0           | 0          | -            | -            | -            | -            | 0        | 0      | 0           | 0          |
| T. Kupisz       | 0        | 0       | 0           | 0          | -            | -            | -            | -            | 0        | 0      | 0           | 0          |
| D. Lazarević    | 8        | 1       | 0           | 0          | 1            | 0            | 0            | 0            | 9        | 1      | 0           | 0          |
| T. Mangani      | 1        | 0       | 1           | 0          | 1            | 0            | 0            | 0            | 2        | 0      | 1           | 0          |
| F. Mattiello    | 3        | 0       | 0           | 0          | -            | -            | -            | -            | 3        | 0      | 0           | 0          |
| Maxi Lopez      | 13       | 1       | 1           | 0          | 1            | 0            | 0            | 0            | 14       | 1      | 1           | 0          |
| R. Meggiorini   | 30       | 4       | 8           | 0          | -            | -            | -            | -            | 30       | 4      | 8           | 0          |
| A. Paloschi     | 37       | 9       | 2           | 0          | 1            | 0            | 0            | 0            | 38       | 9      | 2           | 0          |
| P. Papp         | -        | -       | -           | -          | 0            | 0            | 0            | 0            | 0        | 0      | 0           | 0          |
| S. Pellissier   | 27       | 7       | 0           | 0          | 1            | 0            | 0            | 0            | 28       | 7      | 0           | 0          |
| N. Pozzi        | 0        | 0       | 0           | 0          | -            | -            | -            | -            | 0        | 0      | 0           | 0          |
| C. Puggioni     | -        | -       | -           | -          | 0            | 0            | 0            | 0            | 0        | 0      | 0           | 0          |
| I. Radovanović  | 31       | 1       | 8           | 1          | 0            | 0            | 0            | 0            | 31       | 1      | 8           | 1          |
| G. Sardo        | 9        | 0       | 1           | 0          | -            | -            | -            | -            | 9        | 0      | 1           | 0          |
| E. Schelotto    | 29       | 0       | 4           | 0          | -            | -            | -            | -            | 29       | 0      | 4           | 0          |
| A. Seculin      | 0        | 0       | 0           | 0          | 0            | 0            | 0            | 0            | 0        | 0      | 0           | 0          |
| G. Sorcan       | -        | -       | -           | -          | -            | -            | -            | -            | -        | -      | -           | -          |
| A. Vajushi      | 0        | 0       | 0           | 0          | -            | -            | -            | -            | 0        | 0      | 0           | 0          |
| E. Zukanović    | 29       | 2       | 7           | 0          | -            | -            | -            | -            | 29       | 2      | 7           | 0          |